# Championnat du Japon féminin de volley-ball
Le Championnat du Japon de volley-ball féminin (en japonais プレミアリーグ, Puremia Līgu, « Première Ligue ») est une compétition de volley-ball disputée en Japon depuis 1967. Il est organisé par la Fédération japonaise de volley-ball (JVA).

## Historique
Les différents noms au fil du temps :
- 1967-68 à 1993-94 : Japon Ligue
- 1994-95 à 2005-06 : V.Ligue
- 2006-07 à aujourd'hui : V・Première Ligue

## Palmarès
| Année | Champion                | Finaliste               | Troisième                  |
| ----- | ----------------------- | ----------------------- | -------------------------- |
| 1968  | Hitachi Musashi Kodaira | Yashica                 | Unitika Kaiduka            |
| 1969  | Hitachi Musashi Kodaira | Yashica                 | Unitika Kaiduka            |
| 1970  | Unitika Kaiduka         | Yashica                 | Okisu Toyobo               |
| 1971  | Unitika Kaiduka         | Hitachi Musashi Kodaira | Yashica                    |
| 1972  | Unitika Kaiduka         | Yashica                 | Hitachi Musashi Kodaira    |
| 1973  | Yashica                 | Hitachi Musashi Kodaira | Unitika Kaiduka            |
| 1974  | Hitachi Musashi Kodaira | Kanebo                  | Yashica                    |
| 1975  | Hitachi Musashi Kodaira | Kanebo                  | Yashica                    |
| 1976  | Hitachi Kodaira         | Unitika Kaiduka         | Sanyo Volleyball           |
| 1977  | Hitachi Kodaira         | Unitika Kaiduka         | Sanyo Volleyball           |
| 1978  | Hitachi Kodaira         | Unitika Kaiduka         | Kanebo                     |
| 1979  | Kanebo                  | Hitachi Kodaira         | Unitika Kaiduka            |
| 1980  | Unitika Kaiduka         | Kanebo                  | NEC Red Rockets            |
| 1981  | Unitika Kaiduka         | Okisu Toyobo            | Hitachi Kodaira            |
| 1982  | Hitachi Kodaira         | Unitika Kaiduka         | Okisu Toyobo               |
| 1983  | Hitachi Kodaira         | Unitika Kaiduka         | Okisu Toyobo               |
| 1984  | Hitachi Kodaira         | Okisu Toyobo            | Ito Yokado                 |
| 1985  | Hitachi Kodaira         | Okisu Toyobo            | NEC Red Rockets            |
| 1986  | Hitachi Kodaira         | Daiei Attackers         | NEC Red Rockets            |
| 1987  | Hitachi Kodaira         | NEC Red Rockets         | Daiei Attackers            |
| 1988  | NEC Red Rockets         | Hitachi Kodaira         | Ito Yokado                 |
| 1989  | Hitachi Kodaira         | Unitika Kaiduka         | Ito Yokado                 |
| 1990  | Ito Yokado              | Unitika Kaiduka         | NEC Red Rockets            |
| 1991  | Hitachi Kodaira         | Ito Yokado              | NEC Red Rockets            |
| 1992  | Hitachi Kodaira         | Ito Yokado              | Daiei Attackers            |
| 1993  | Hitachi Kodaira         | Unitika Kaiduka         | Ito Yokado                 |
| 1994  | Hitachi Kodaira         | Daiei Attackers         | Ito Yokado                 |
| 1995  | Daiei Attackers         | Unitika Kaiduka         | Hitachi Kodaira            |
| 1996  | Unitika Kaiduka         | NEC Red Rockets         | Okisu Toyobo               |
| 1997  | NEC Red Rockets         | Okisu Toyobo            | Denso Airybees             |
| 1998  | Daiei Attackers         | NEC Red Rockets         | Unitika Kaiduka            |
| 1999  | Okisu Toyobo            | Hitachi Kodaira         | NEC Red Rockets            |
| 2000  | NEC Red Rockets         | Okisu Toyobo            | Unitika Kaiduka            |
| 2001  | Okisu Toyobo            | Hisamitsu Springs       | NEC Red Rockets            |
| 2002  | Hisamitsu Springs       | NEC Red Rockets         | Pioneer Red Wings          |
| 2003  | NEC Red Rockets         | Takefuji Bamboo         | Toray Arrows               |
| 2004  | Pioneer Red Wings       | Toray Arrows            | Hisamitsu Springs          |
| 2005  | NEC Red Rockets         | Pioneer Red Wings       | Denso Airybees             |
| 2006  | Pioneer Red Wings       | Hisamitsu Springs       | Takefuji Bamboo            |
| 2007  | Hisamitsu Springs       | JT Marvelous            | Pioneer Red Wings          |
| 2008  | Toray Arrows            | Denso Airybees          | Hisamitsu Springs          |
| 2009  | Toray Arrows            | Hisamitsu Springs       | NEC Red Rockets            |
| 2010  | Toray Arrows            | JT Marvelous            | Denso Airybees             |
| 2011  | JT Marvelous            | Toray Arrows            | Hisamitsu Springs          |
| 2012  | Toray Arrows            | Hisamitsu Springs       | Denso Airybees             |
| 2013  | Hisamitsu Springs       | Toray Arrows            | Okayama Seagulls           |
| 2014  | Hisamitsu Springs       | Okayama Seagulls        | Toray Arrows               |
| 2015  | NEC Red Rockets         | Hisamitsu Springs       | Ageo Medics                |
| 2016  | Hisamitsu Springs       | Hitachi Rivale          | Toray Arrows               |
| 2017  | NEC Red Rockets         | Hisamitsu Springs       | Hitachi Rivale             |
| 2018  | Hisamitsu Springs       | JT Marvelous            | Toyota Auto Body Queenseis |
| 2019  | Hisamitsu Springs       | Toray Arrows            | JT Marvelous               |
| 2020  | JT Marvelous            | Okayama Seagulls        | Ageo Medics                |